# Elected
Singles de Alice Cooper
School's Out
(1972) Hello Hooray
(1973)
Elected est une chanson du groupe Alice Cooper issue de l'album Billion Dollar Babies. La chanson est éditée en single via Warner Bros. Records et publiée le 6 septembre 1972. La face-B du single comporte la chanson Luney Tune, écrite par Alice Cooper et Dennis Dunaway.
L'idée de la chanson remonte à l'élection présidentielle américaine de 1968, qui a inspiré Alice Cooper à écrire une chanson intitulée You Shall Be Elected. Le concept a été abandonné en cours de route jusqu'en 1969, où la chanson est intitulée Reflected et est utilisée pour le premier album du groupe, Pretties for You. Quelques années plus tard, après le succès du single School's Out, Alice Cooper saisit l'occasion de l'élection présidentielle américaine de 1972 pour retravailler la chanson. La ligne You Shall Be Elected, est remplacée par I Wanna Be Elected.
Dans les charts, le single se classe au Billboard Hot 100 à la 26e place le 11 novembre 1972. Mais c'est en Europe où le single connait le plus de succès, parvenant à atteindre le top 10 dans plusieurs pays, dont l'Allemagne, l'Autriche et la France ; Elected grimpe à la 3e position,,. Au Royaume-Uni, le titre se positionne 4e dans les charts britanniques, 5e aux Pays-Bas, 8e en Irlande et se classe également en Belgique, atteignant la 21e place au classement.

## Charts
| Pays                           | Position | Réf     |
| Elected                        | Elected  | Elected |
| ------------------------------ | -------- | ------- |
| Allemagne (GfK Entertainment)  | 3        | [ 8 ]   |
| Autriche (Ö3 Austria Top 40)   | 3        | [ 9 ]   |
| Belgique (Ultratop)            | 21       | [ 14 ]  |
| États-Unis (Billboard Hot 100) | 26       | [ 6 ]   |
| France (SNEP)                  | 3        | [ 10 ]  |
| Irlande (IRMA)                 | 8        | [ 13 ]  |
| Pays-Bas (MegaCharts)          | 5        | [ 12 ]  |
| Royaume-Uni (UK Singles Chart) | 4        | [ 11 ]  |